# Richard Earlom

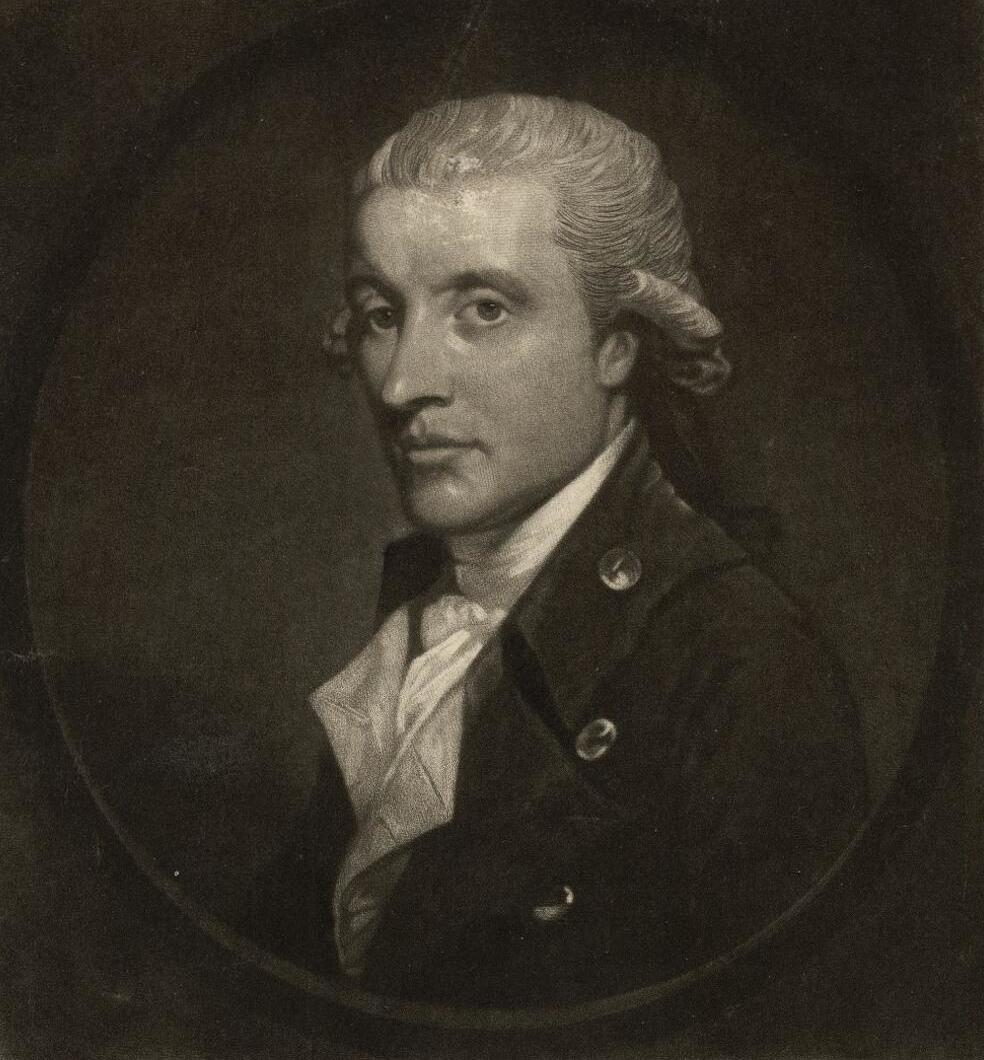
Richard Earlom, porträtiert von Thomas Goff Lupton, 1819

Richard Earlom (* 14. Mai 1743 in London; † 9. Oktober 1822 ebenda) war ein englischer Kupferstecher.

## Leben
Richard Earlom begann seine künstlerische Karriere um 1760 bei Giovanni Battista Cipriani im Bereich der Malerei, wandte sich jedoch bald der Kupferstecherei zu. Er gilt als unerreichter Meister des Mezzotintoverfahrens, fertigte aber auch Werke im Stil des Punktier- und Crayonverfahrens an. 1757 wurde er von der Society of Arts ausgezeichnet und nahm an diversen Ausstellungen teil. Besonders erwähnenswert sind seine Stiche der Frucht- und Marktstücke nach Frans Snyders und Langjan sowie seine Blumenstiche nach Huijsum. 
Des Weiteren fertigte er auch Stiche nach den Künstlern Rembrandt, Rubens, van Dyck und Correggio an. Zu seinen bekanntesten Werken zählen die Kupferstiche zum Liber Veritatis, die er nach den Originalzeichnungen Claude Lorrains anfertigte.

## Werke (Auswahl)

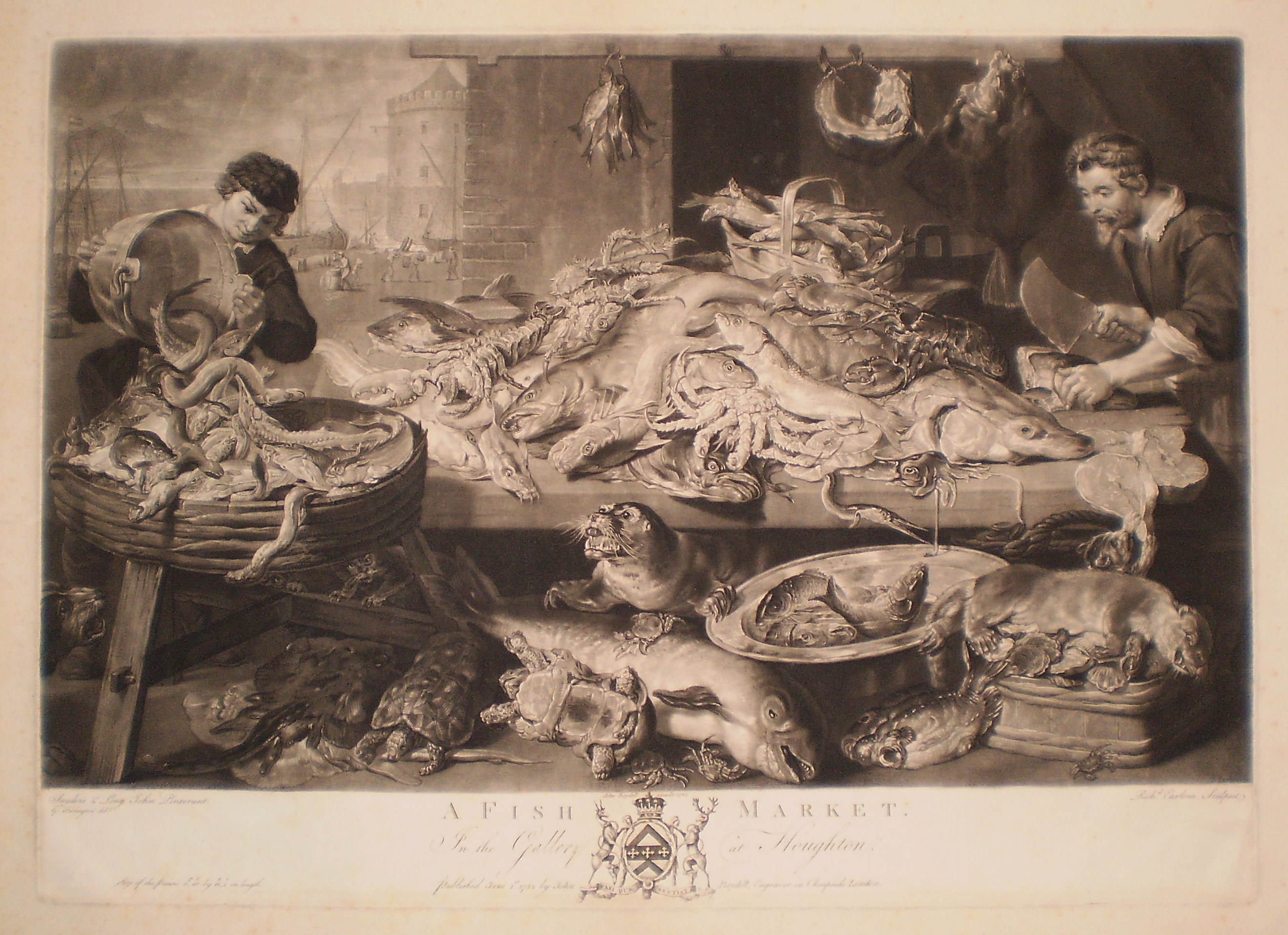
A fish market, 1782
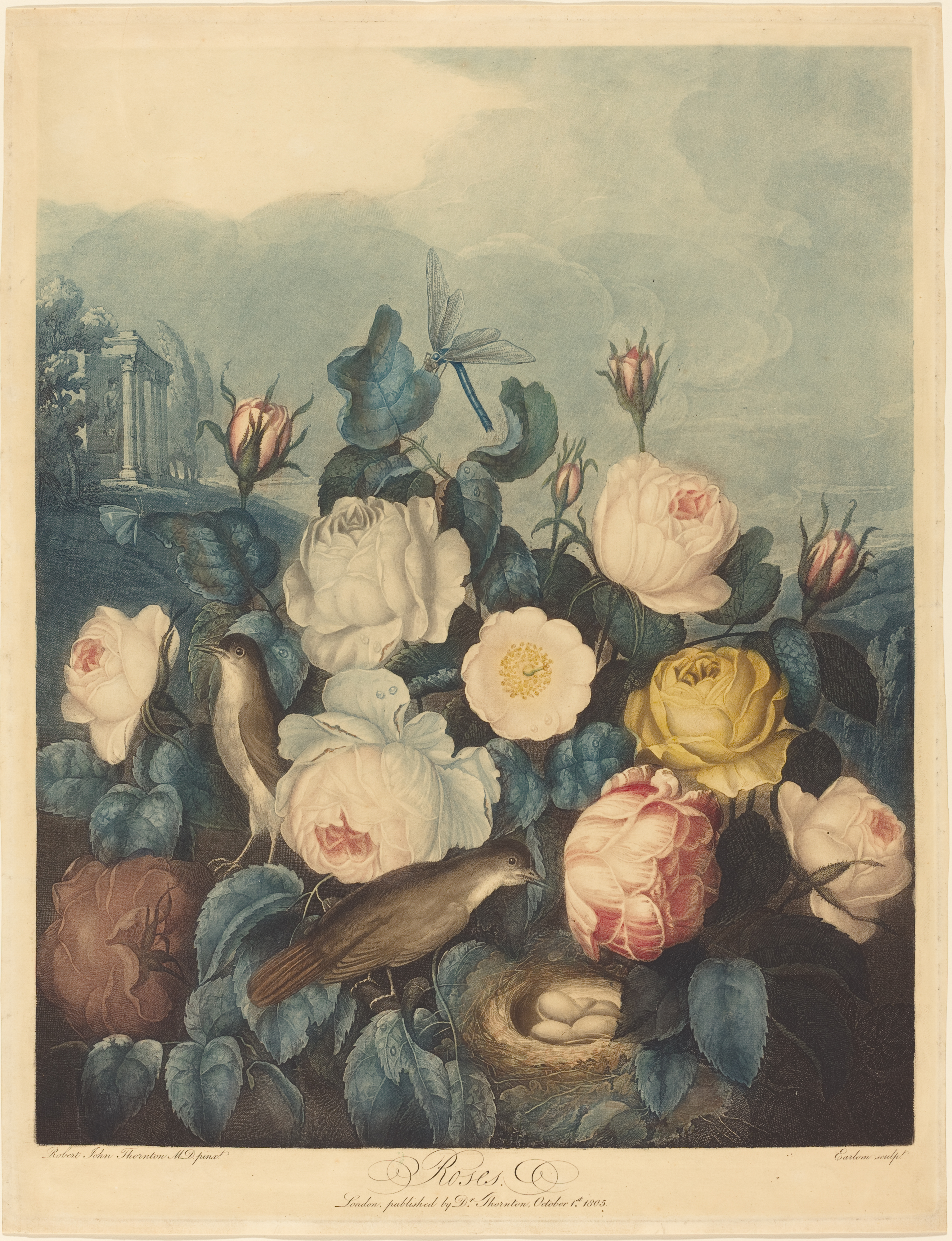
Roses nach Robert John Thornton, 1805
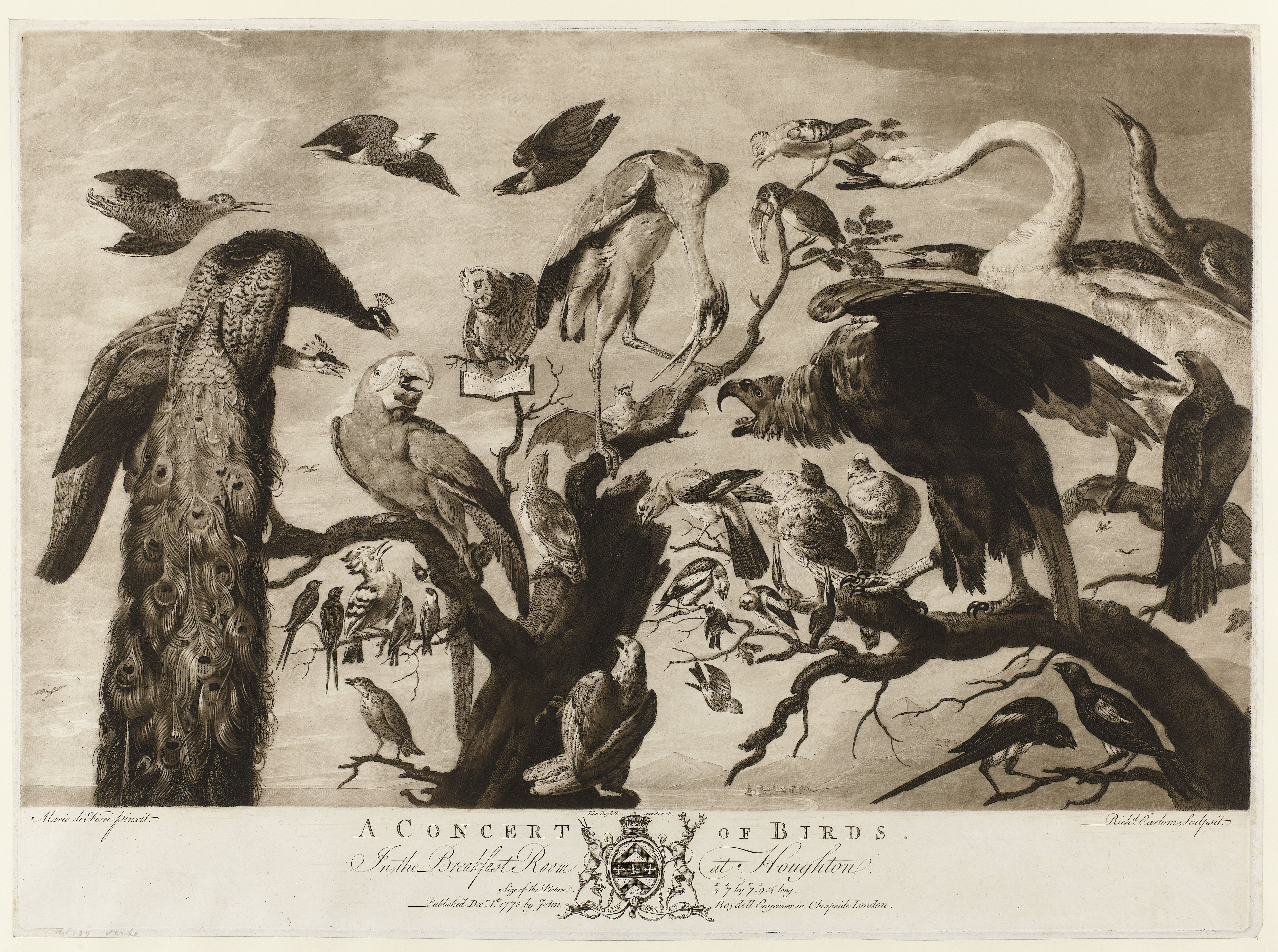
A Concert of Birds, 1778
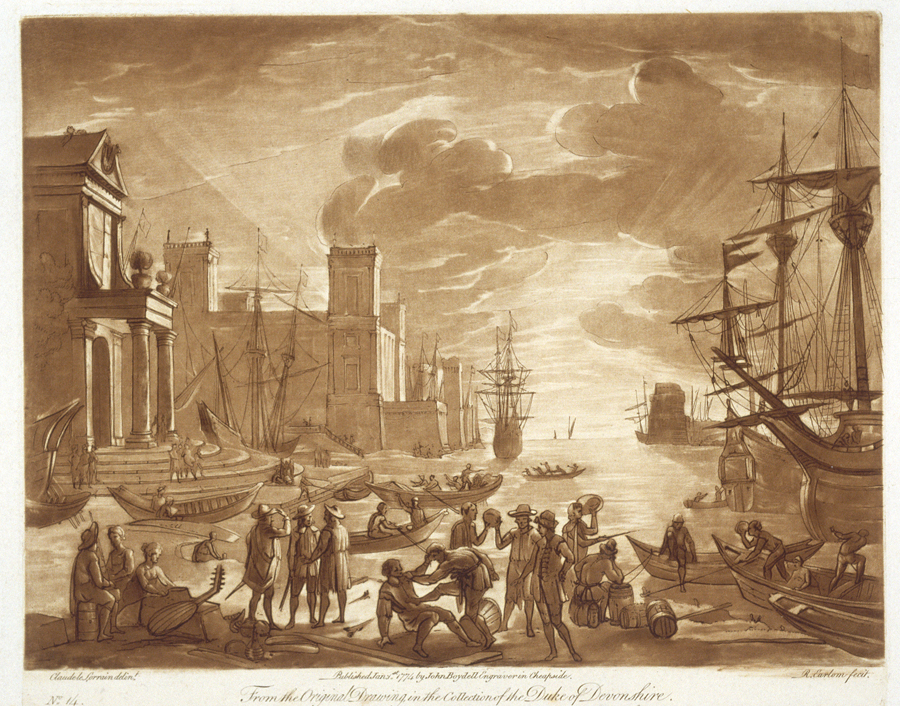
Kupferstich in Liber Veritas

Earloms Werke befinden sich in zahlreichen Kupferstichkabinetten der Welt.